# Зоря Галина Денисівна
Галина Денисівна Зоря́ (14 вересня 1915, Єнакієве — 15 січня 2002, Київ) — українська художниця, майстриня натюрморту і педагог; член Спілки художників України з 1946 року. Дружина художника Петра, мати художниць Оксани та Ольги Сльотів, бабуся художниці Наталії Кохаль.

## Біографія
Народилася 1 [14] вересня 1915 року у місті Єнакієвому (нині Донецька область, Україна). Навчалась у Київському художньому інституті у 1932—1933, 1935—1938 та 1945—1946 роках (викладачі Михайло Бойчук, Софія Налепинська-Бойчук, Василь Седляр, Павло Володикін, Олексій Шовкуненко, Костянтин Єлева). Дипломна робота — картина «Зустріч переможців на Софійській площі в Києві» (керівник Олексій Шовкуненко).
Впродовж 1945—1952 років викладала у Республіканській художній середній школі імені Тараса Шевченка у Києві. Серед учнів: Олександр Туранський, Олег Животков, Володимир Журавель, Галина Неледва, Віктор Рижих. У червні 1956 року  разом з чоловіком вирушає в рейс навколо Європи (Туреччина, Болгарія, Греція, Італія, Франція, Нідерланди, Швеція). За враженнями подорожі створила низку серій етюдів. 
Мешкала у Києві в будинку на вулиці Червоноармійській № 12, квартира № 2, та у будинку на вулиці Академіка Філатова № 10 а, квартира 2. Померла в Києві 15 січня 2002 року.

## Творчість
Працювала в галузі станкового живопису, створювала натюрморти, жанрові картини. Серед робіт:
- «Будівництво домни № 3. Єнакієве» (1947);
- «Сталевар» (1948, Миколаївський художній музей);
- «Зустріч переможців на площі Софії в Києві» (варіант дипломної роботи, 1949, Національний музей історії України),
- «Троянда і флокси» (1950);
- «Юність» (1951);
- «Квіти» (1951, Національний художній музей України; 1964);
- «Весняні квіти» (1955, Національний художній музей України);
- «Осінні квіти» (1957);
- «Маки» (1957; 1958; 1975);
- «Портрет бригадира комсомольської бригади Н. Костриці» (1959);
- «Натюрморт. Сувеніри» (1960);
- «Квітнучі каштани» (1961);
- «Решетилівські вишивальниці» (1962);
- «Бузок» (1965);
- «Каштани» (1967);
- «Хліб-сіль» (1967);
- «Травневий день» (1968);
- «Чорнобривці» (1969);
- «Білі троянди» (1972);
- «Осіння пора» (1972);
- «Серпень. Вишні та гриби» (1973);
- «Квіти» (1974);
- «Вересень» (1975);
- «Червоні квіти» (1976);
- «У лісі» (1985);
- «Україна» (1985);
- «Кримські квіти» (1988);
- «Історичні цінності» (1988);
- «Калина» (1989);
- «Природа» (1989);
- «Крим» (1989; 1992);
- «Дари землі» (1994);

етюди (1956—1960)
- «Неаполь»;
- «Везувій»;
- «Береги Португалії»;
- «Капрі»;
- «Старий Стамбул».

Брала участь у всеукраїнських виставках з 1947 року, всесоюзних з 1951 року. 1955 року її роботи експонувалися в Польщі. Персональна виставка відбулася у Києві у 1960 році.
Крім вище згаданих музеїв роботи художниці зберігаються у Сумському, Дніпровському, Луганському художніх музеях, музеях Росії, Біолорусі, приватних збірках в країнах Європи, Азії та США.